# Cordylus
Cordylus es un género de reptiles escamosos de la familia Cordylidae propios del sur, centro y este de África.

## Especies
Según The Reptile Database:
- Cordylus angolensis (Bocage, 1895).
- Cordylus aridus Mouton & Van Wyk, 1994.
- Cordylus beraduccii Broadley & Branch, 2002.
- Cordylus cloetei Mouton & Van Wyk, 1994.
- Cordylus cordylus (Linnaeus, 1758).
- Cordylus imkeae Mouton & Van Wyk, 1994.
- Cordylus jonesii (Boulenger, 1891).
- Cordylus machadoi Laurent, 1964.
- Cordylus macropholis (Boulenger, 1910).
- Cordylus marunguensis Greenbaum, Stanley, Kusamba, Moninga, Goldberg & Bursey, 2012.
- Cordylus mclachlani Mouton, 1986.
- Cordylus meculae Branch, Rödel & Marais, 2005.
- Cordylus minor Fitzsimons, 1943.
- Cordylus momboloensis Bates, Lobón-Rovira, Stanley, Branch & Vaz Pinto, 2023.
- Cordylus namakuiyus Stanley, Ceríaco, Bandeira, Valerio, Bates & Branch, 2016.
- Cordylus niger Cuvier, 1829.
- Cordylus nyikae Broadley & Mouton, 2000.
- Cordylus oelofseni Mouton & Van Wyk, 1990.
- Cordylus rhodesianus (Hewitt, 1933).
- Cordylus rivae (Boulenger, 1896).
- Cordylus tropidosternum (Cope, 1869).
- Cordylus ukingensis (Loveridge, 1932).
- Cordylus vittifer (Reichenow, 1887).